# King Creole (album av Christer Sjögren)
King Creole är ett musikalbum av Christer Sjögren, släppt 15 februari 2006. Låtarna är covers på Elvis Presley. På albumlistorna placerade det sig som högst på 3:e plats i Sverige och 39:e plats i Norge.

## Låtlista
1. King Creole
2. Burning Love
3. Love Me
4. You'll Never Walk Alone
5. I Need Your Love Tonight
6. Blue Suede Shoes
7. Kiss Me Quick
8. There Goes My Everything
9. You Gave Me a Mountain
10. Bossa Nova Baby
11. Don't
12. Stuck on You
13. Teddy Bear
14. Let it Be Me
15. Hound Dog
16. Hurt
17. I'll Remember You
18. How Great Thou Art

## Medverkare
- Christer Sjögren - sångare
- Per Lindvall - trummor, slagverk
- Rutger Gunnarsson - bas
- Peter Ljung - piano, klaviatur
- Lasse Wellander - gitarr
- Sebastian Nylund - gitarr
- Leif Lindwall - trumpet
- Lennart Sjöholm - producent
- Svea Strings

## Listplaceringar
| Lista (2006-2007) | Topplacering |
| ----------------- | ------------ |
| Danmark           | 27           |
| Norge             | 39           |
| Sverige           | 3            |